# Ilattia leucospila
Ilattia leucospila är en fjärilsart som beskrevs av Walker 1865. Ilattia leucospila ingår i släktet Ilattia och familjen nattflyn. Inga underarter finns listade i Catalogue of Life.